# Homoplectra nigripennis
Homoplectra nigripennis là một loài Trichoptera trong họ Hydropsychidae. Chúng phân bố ở miền Tân bắc.